# Constitució francesa de 1958
La Constitució francesa de 1958, del 4 d'octubre, és el text fundador de la V República, vigent en l'actualitat. Va ser adoptada per referèndum el 28 de setembre de 1958 i és el quinzè text fonamental (o el vint-i-dos si es compten els textos que no es van aplicar) de França des de la Revolució francesa.
La Constitució és la norma suprema del sistema jurídic francès i organitza les autoritats públiques, defineix el seu paper i les seves relacions. S'ha modificat diversos ocasions des de la seva publicació, bé pel parlament reunit en congrés o directament pel poble a través de referèndum.
Està estructurada en un preàmbul i setze títols que recullen cent tres articles, dos dels quals són disposicions transitòries. El Preàmbul fa referència directa i explícitament a altres tres textos fonamentals: la Declaració dels Drets de l'Home i del Ciutadà del 26 d'agost de 1789, el Preàmbul de la Constitució francesa de 1946, del 27 d'octubre (la Constitució de la IV República), i la Carta del medi ambient del 2004. Aquests textos més els Principis fonamentals reconeguts per les lleis de la República formen el bloc de constitucionalitat, de manera que els jutges les apliquen directament i el legislador ha de respectar-les, sota el control del jutge constitucional.
Va ser escrita per tal de posar fi a la inestabilitat del govern i la crisi de la guerra a Algèria, i està marcada pel retorn d'un executiu fort. Dos homes han estampat les seves idees: Michel Debré, inspirat pel model britànic i el seu primer ministre fort, i pel general De Gaulle, que volia situar el President de la República com a garant de les institucions. La constitució de la V República està fortament influenciada pels principis enunciats fets per Charles de Gaulle durant el seu famós discurs a Bayeux del 16 de juny de 1946.

### Journal Officiel de la République Française
- Constitució Journal Officiel de la République Française, 5 d'octubre de 1958, pàgines 9151-9173.
- LOI N° 62-1292 DU 6 NOVEMBRE 1962 relative à l'élection du Président de la République au suffrage universel Journal Officiel de la République Française, 7 de novembre de 1962, pàgines 10762-10763.
- LOI CONSTITUTIONNELLE n° 74-904 du 29 octobre 1974 portant révision de l'article 61 de la Constitution Journal Officiel de la République Française, 30 d'octubre de 1974, pàgina 11035
- LOI constitutionnelle n° 2008-724 du 23 juillet 2008 de modernisation des institutions de la Ve République Journal Officiel de la République Française, 24 de juliol de 2008, pàgines 11890-11895.

### Web
- La Constitution du 4 octobre 1958, en francès, espanyol, alemany, anglès i italià.